# De Hollywood à Tamanrasset
Pour plus de détails, voir Fiche technique et Distribution.
De Hollywood à Tamanrasset est un film algérien réalisé par Mahmoud Zemmouri, sorti en 1991.

## Synopsis
À la périphérie d'Alger, l'arrivée de l'antenne parabolique régente la vie des habitants. Insatisfaits de leur vie, ils se prennent pour les héros des feuilletons télévisés américains, c'est ainsi que JR, Sue Ellen, Rambo, Kojak,... prennent possession des corps et esprits. On y trouve des éléments typiques américains tel que le Saïd Burger, K3000,...
Ces héros mêlent, dans une belle pagaille, tradition et modernisme, Islam et télévision, réalité et fiction.

## Fiche technique
- Réalisation
- Scénario : Mahmoud Zemmouri
- Photographie : Mustafa Ben Mihoub
- Montage : Youcef Tobni
- Décors : Hocine Menguellat et Antoine Ranson
- Son : Rachid Bouasia
- Sociétés de production : BFK - Fennec Productions - Image Connection
- Distribution : Outsider Diffusion (1990) (France) (cinéma)
- Musique : Jean-Marie Senia
- Pays d'origine :  Algérie
- Langues : français - arabe
- Genre : Comédie
- Date de sortie :
  -  France : 25 juillet 1990

## Distribution
- Mustapha El Anka : Jebraoui Rabah / J.R.
- Arez ki Nebti : Boualem / Kojak
- Mostefa Stiti : Colombo
- Driss Jahoui : Baretta
- Ahmed Mazouz : Clint Eastwood
- Larbi Zekkal : le commissaire
- Fellag : Green Eagle
- Fawzi Saichi : Rambo
- Ouardia Hamtouche : Sue Ellen Ewing, la femme de JR
- Mostefa Zerguine : Spok
- Evelyne Haroche : Kheira
- Saïd Hilmi : Saïd Burger
- Norbert Letheule : Bud Spencer